# Dark House (film 2014)
Dark House è un film del 2014 diretto da Victor Salva. 
Pellicola horror, sceneggiata dallo stesso regista Victor Salva, che segue la figura di Nick Di Santo, un uomo che scopre che il padre è ancora vivo e forse può spiegare il perché possiede poteri misteriosi.

## Trama
Nick Di Santo decide, il giorno del suo compleanno, di andare a visitare la madre, che è ricoverata in un ospedale psichiatrico. Parlando con lei, la donna gli rivela che il padre del giovane è ancora vivo e che “le cose nel muro” gli hanno suggerito di avvertirlo che sarebbe venuto a cercarlo. Compreso che lo stato di salute mentale della madre, è peggiorato, Nick decide di andare via dall'ospedale. Insieme all'amico Ryan, decide di festeggiare in un locale, dove tutti sembrano conoscerlo. Incontra poi una ragazza, Eve, che si invaghisce di lui. Nick le rivela che ha un potere molto particolare: nel momento in cui tocca qualcuno, riesce a vedere il momento della sua morte, ma soltanto se essa avverrà con brutalità e violenza. Questo dono gli è stato concesso alla nascita, ma ha provato a fermarlo con tutto sé stesso, perfino ferendosi la mano e facendo rimanere un'enorme cicatrice. Intanto, la madre di Nick parla con un essere misterioso che vuole far sapere della sua presenza al ragazzo. Successivamente, nell'ospedale psichiatrico scoppia un incendio, dove moriranno la maggior parte dei pazienti.
Otto mesi dopo: Nick riceve da un misterioso avvocato – che è in combutta con la misteriosa presenza - il testamento della madre. Scopre così di aver ricevuto in testamento una casa fatiscente, ma quella casa è la stessa che ha sempre disegnato quand'era piccolo. Insieme a una Eve incinta e all'amico Ryan, Nick si trasferisce nella casa. Lucky, un abitante del luogo nelle vicinanze della nuova abitazione dei tre ragazzi, gli rivela che, tempo addietro, la casa e tutta la città in cui si situava furono distrutte al seguito di un'alluvione. Ma svela loro, che, secondo una leggenda, la casa potrebbe essere stata spostata in un altro luogo nei pressi di un'altra città. Nick, incontra tre ragazzi che fanno parte di un'agenzia stradale, Sam, Chris e Lilith. Mentre Lilith e Eve aspettano nel bosco, i tre cercano la misteriosa struttura per infine trovarla. Nick scopre che c'è qualcosa che non va, quando gli appare di fronte il misterioso Seth, che invita solo il ragazzo ad entrare nella casa. Entrato da solo nella dimora, il ragazzo scopre che c'è qualcosa di misterioso tra le mura, e viene poi aggredito da Seth che lo invita a fuggire via. Nick obbedisce e scappa il più lontano possibile insieme a Chris, Sam e Ryan, mentre degli uomini misteriosi li inseguono.
Nick, Ryan e Chris riescono a raggiungere Eve e Lilith e a scappare con il furgone, al contrario di Sam, che viene ucciso dai suoi inseguitori. Il gruppo arriverà in città, che però sembra essere completamente deserta. In realtà, loro non riescono a vedere gli abitanti, mentre tra questi ultimi solo Lucky riesce a vederli, visto che è un complice della misteriosa presenza. L'abitante della città, farà fare un incidente al furgone, rendendolo inutilizzabile. I ragazzi, scopriranno che hanno girato in tondo e che stanno ancora nelle circostanze della casa. Nicky decide di entrare all'interno della casa, ma Eve si oppone. Durante la discussione, il ragazzo vede degli uomini impiccati sull'albero, ma è solo un'illusione. Toccando il tronco, l'uomo entra in stato di shock e dopo aver visto una visione della madre di Ryan, Nick sviene. Una volta ripreso conoscenza, il ragazzo non riesce a dire all'amico quello che ha visto. Una strana presenza si fa sentire all'interno delle mura, ma nessuno riesce a capire che cosa sia. Dopo uno sogno dove appariva sua madre, Nick decide sotto il consiglio del genitore, di aprire la porta della cantina. La casa viene attaccata dai misteriosi uomini. I ragazzi, durante la fuga, si separano.
Nick e Ryan trovano il corpo di Sam, e capiscono che lui non è affatto un umano. In realtà è Samael, l'assassino agli ordini di Satana. Lo stesso vale per Lilith che è in realtà l'angelo caduto che ruba i bambini e seduce gli uomini. Lilith cerca di uccidere il bambino che Eve ha  in grembo, ma viene uccisa da Seth. Quest'ultimo le rivela che Sam, Lilith e Chris sono tre demoni inviati all'inferno per uccidere il bambino non ancora nato. Anche Nick è un demone, ma non lo sa ancora e sua madre, attraverso il sogno, gli ha suggerito di aprire la porta della cantina perché in questo modo avrebbe scatenato l'inferno in terra, liberando finalmente suo padre che è in realtà la misteriosa presenza. Quindi, Seth e i suoi amici sono i nemici dei demoni, i Gargoyle di Dio. Chris racconterà tutto a Nick, e lo convincerà ad aprire la porta. I Gargoyle si opporranno a questa idea e per questo inizierà una battaglia tra gli angeli di Dio e i demoni, guidati da Chris e Lucky. Eve e Ryan si incontrano e la ragazza gli racconta tutto quello che ha saputo. Si dirigono alla casa, dove scoprono che le due fazioni hanno combattuto fino al totale sterminio. Trovano Nick ricoperto di sangue e lui rivela di aver visto suo padre e che ha bisogno di tre cuori per uscire al di fuori della casa. Uccide così Ryan e cerca di catturare Eve, che esce dalla struttura urlando.
Eve si risveglia in ospedale, dove un'infermiera le rivela che ha partorito uno splendido maschietto. La donna scopre poi chi è che l'ha condotta in salvo: Seth.
Quattro anni dopo: Eve è riuscita finalmente ad avere una vita normale, e sta parlando a telefono con qualcuno – che sembra essere Seth – rivelandogli che mai più nessuno troverà la casa, visto che ha distrutto l'atto di proprietà. Il bambino della donna disegna su un foglio la facciata della struttura dietro i suggerimenti della presenza, esattamente come faceva il padre, decenni addietro.